# Blanchard Brook
Blanchard Brook – strumień (brook) w kanadyjskiej prowincji Nowa Szkocja, w hrabstwie Pictou, płynący w kierunku południowym i uchodzący do East River of Pictou; nazwa urzędowo zatwierdzona 12 grudnia 1939.